# Теизъм
Теизмът (от гръцки: Θεός, „Бог“) в общ смисъл е вярата в съществуването на поне един бог. В по-тесен смисъл теизмът е монотеистична доктрина, според която Бог е персонифициран, иманентен и активен в управлението и организацията на света – класическата представа за Бог в християнството, исляма, индуизма, юдаизма и сикхизма. Понятието започва да се използва в този смисъл, за да разграничи традиционните представи за Бог от деизма.